# Iliamna corei
Iliamna corei là một loài thực vật có hoa trong họ Cẩm quỳ. Loài này được (Sherff) Sherff mô tả khoa học đầu tiên năm 1949.